# قائمة أعمال يوهان فولفغانغ فون غوته

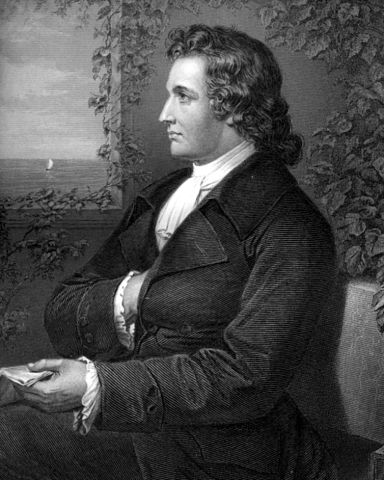
يوهان فولفغانغ فون غوته

التالي هو قائمة بالأعمال الكبرى للأديب الألماني الكبير يوهان فولفغانغ فون غوته (1749–1832)، 142 مجلد هو حصيلة انتاجه الأدبي والفلسفي والعلمي، يتضمن العدد 50 مجلداً من المراسلات.

## حسب التاريخ

ترجمة أحمد بدوي لمسرحية فاوست، 2009، المركز القومي للترجمة، ISBN 9789774795364

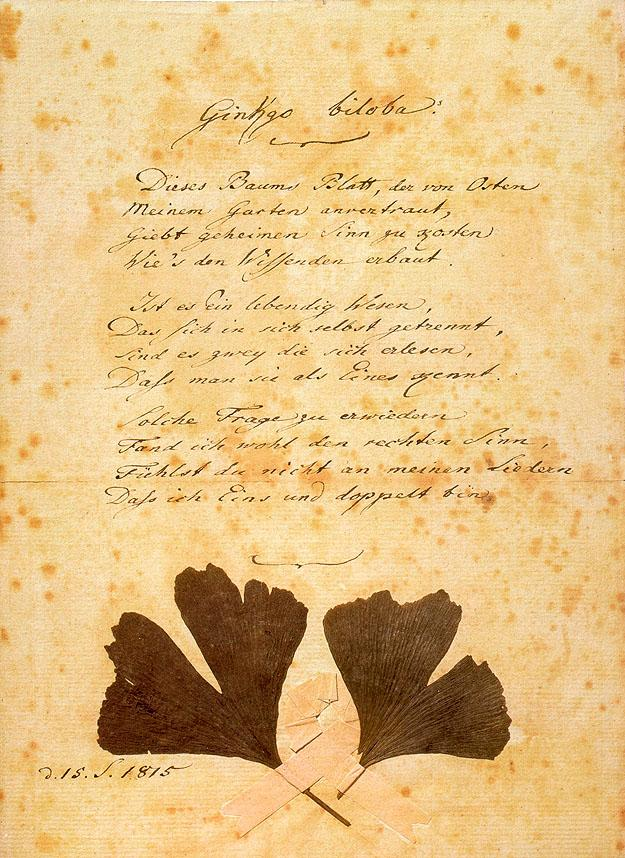
نسخة متأخرة من قصيدة "جنجو بيلوبا" ويظهر فيها ورقتي نبتة الجنكو التي اهداها غوته لعشيقته لماريان فون فيلمير (1784-1860)

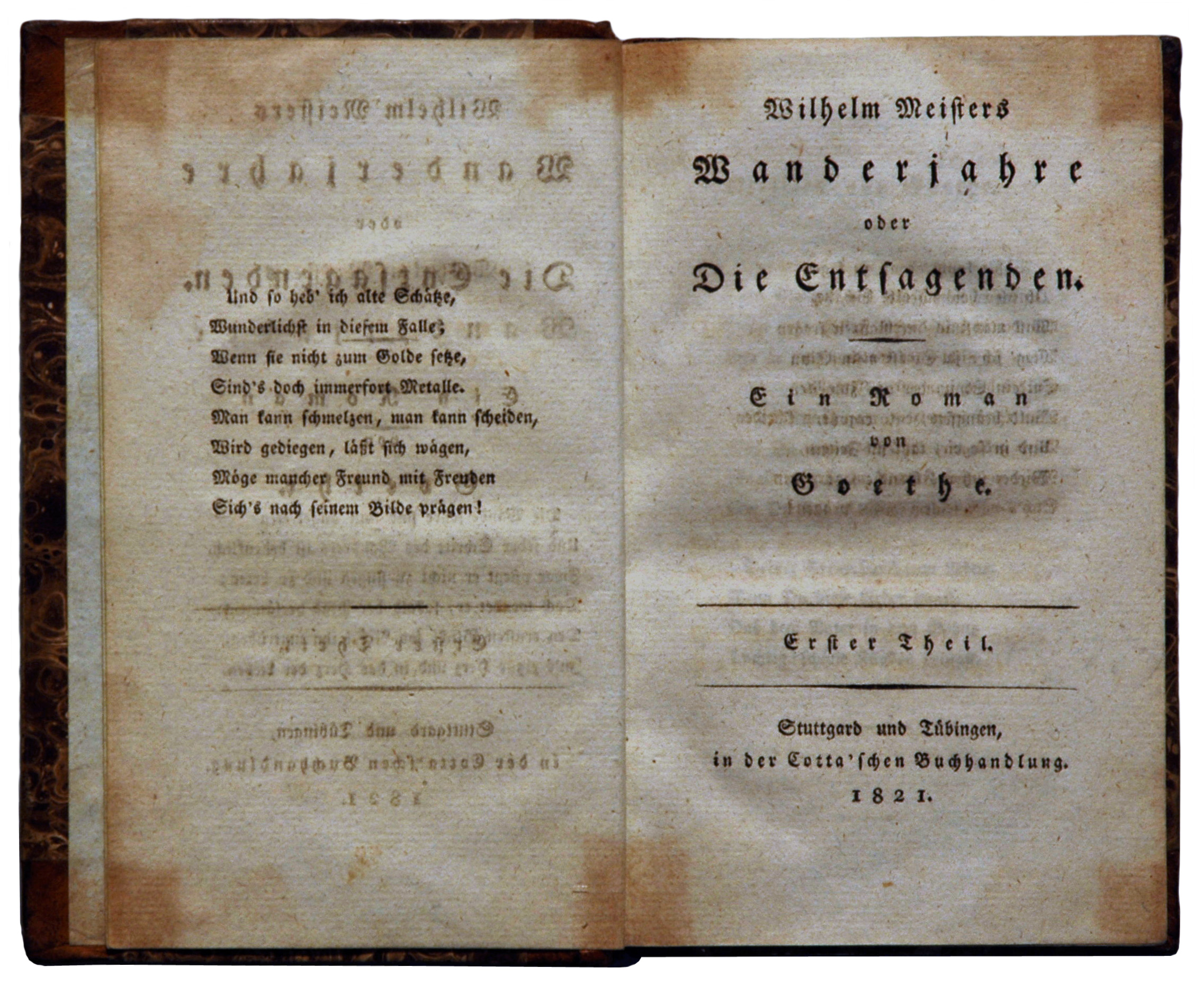
غلاف الطبعة الأولى (1821) من رواية "سنوات تجوال فلهلم أو الزاهدون"، تتألف الرواية من عدد من القصص القصيرة المنفصلة، ومقاطع من الأمثال والرسائل.

الآتي أعمال غوته الكبرى حسب تاريخ النشر.
- 1770: «أنيته» «Annette» (ديوان شعري).[1]
- 1775-1770: «جانيماد» «Ganymed» (قصيدة).[2][3]
- 1775-1772: «اورفاوست» «Urfaust» (مسرحية).[4]
- 1773: «جوتس فون برليشنجن» «Götz von Berlichingen» (مسرحية).[5]
- 1773: «في فن العمارة الألماني» «Von Deutscher Baukunst» (دراسة عن الفن المعماري الألماني القديم).[1]
- 1774: «آلام الشاب فرتر» «Die Leiden des jungen Werthers» (رواية رسائلية، وشبة ترجمة ذاتية).[5][6][7]
- 1774: «كلافيجو» «Clavigo» (تراجيديا من خمسة فصول).[4]
- 1774: «بروميثيوس» «Prometheus» (قصيدة).[4]
- 1774: «ملك من تولا» «Der König in Thule» (قصيدة بالاد).
- 1775: «ستيلا» «Stella» (مسرحية تراجيدية في خمسة فصول).[1]
- 1775: «اللقاء والوداع» «Willkommen und Abschied» (قصيدة).[8][9]
- 1775: «إرفن وإلمره» «Erwin und Elmire» (مسرحية غنائية من فصلين).[10][11]
- 1776: «أخ وأخت» «Die Geschwister» (مسرحية في فصل واحد).[1]
- 1778: «انتصار الوجدانية» «Triumph der Empfindsamkeit» (مسرحية في فصل واحد).[1]
- 1779: «إيفيجنيه في تاورس» «Iphigenia in Tauris» (مسرحية تراجيدية، العرض الأساسي لها كان في 1802 في فايمار).[5]
- 1782: «ملك العفاريت» «Der Erlkönig» (قصيدة بالاد).
- 1785: «رسالة فلهلم مايستر المسرحية» «Wilhelm Meisters theatralische Sendung» (رواية، وهي الأولى في سلسة فلهلم مايستر).[1]
- 1788: «إجمونت» «Egmont» (مسرحية تراجيدية).[5]
- 1790: «توركواتو تاسو» «Torquato Tasso» (مسرحية).[5][12]
- 1794: «رينار الثعلب» (ملحمة).[5]
- 1795: «مرثيات رومانية» «Römische Elegien» (قصائد).[5][13]
- 1795: «سنوات تعلم فلهلم مايستر» «Wilhelm Meisters Lehrjahre» (الرواية الثانية من سلسلة فلهلم مايستر).[5]
- 1795: «هو الوحيد الذي يعلم ما الحنين» «Nur wer die Sehnsucht kennt» (قصيدة تظهر في روايته «سنوات تعلم فلهلم مايستر»).[14]
- 1795: «الثعبان الأخضر وليلي الجميلة» «Das Märchen» (حكاية خرافية).[15]
- 1796: «حكم من البندقية» «Venezianische Epigramme» (مجموعة قصائد هجائية صغيرة).[4]
- 1797: «هرمان ودوروتيه» «Hermann und Dorothea» (قصيدة ملحمية رعوية).[5][16]
- 1797: «هدايا المائدة» «Xenien» (مجموعة قصائد هجائية سياسية).[1]
- 1797: «حكاية شعرية».[4]
- 1797: «صبي الساحر» «Der Zauberlehrling» (قصيدة بالاد).
- 1799: «تحول النباتات» «Versuch die Metamorphose der Pflanzen zu erklären» (عمل علمي، في مجال علم النبات).[4]
- 1803: «الابنة الطبيعية» «Die natürliche Tochter» (مسرحية تراجيدية من خمسة فصول).[1]
- 1805: «فينكلمان وعصره» «Winckelmann und sein Jahrhundert» (دراسة في علم الجمال والنقد).[5]
- 1808: «فاوست: الجزء الأول من التراجيديا» «Faust. Der Tragödie erster Teil» (الجزء الأول من مسرحية فاوست).[17]
- 1809: «التجاذب الاختياري» «Die Wahlverwandtschaften» (رواية).[4][18]
- 1809: «باندورا» «Pandora» (مسرحية مجزئة).[1]
- 1810: «نظرية الألوان» «Zur Farbenlehre» (عمل علمي في مجال علم الألوان).Goethe, Johann (October 1995). Miller, Douglas, ed. Scientific Studies (Goethe: The Collected Works, Vol. 12), p. 57. Princeton University Press.
- 1812-1811: «من حياتي: الشعر والحقيقة» «Aus meinem Leben: Dichtung und Wahrheit» (ترجمة ذاتية).[5][19][20]
- 1817-1816: «رحلة إيطالية» «Italienische Reise» (سيرة ذاتية، يصف فيها رحلته إلى إيطاليا من 1786 وحتى 1788).[5]
- 1819: «الديوان الغربي الشرقي» «West-östlicher Divan» (مجموعة من القصائد الغنائية استوحاها من أعمال الشاعر الفارسي حافظ الشيرازي).[5]
- 1819: «جنجو بيلوبا» «Gingo biloba» (قصيدة نُشرت في عمله «الديوان الغربي الشرقي»).[21][22]
- 1821: «سنوات تجوال فلهلم أو الزاهدون» «Wilhelm Meisters Wanderjahre, oder Die Entsagenden» (الرواية الثالثة من سلسلة فلهلم مايستر).[5]
- 1823: «مرثية مارينباد» «Marienbad Elegy» (من أرقى قصائده).[23][24][25][26]
- 1827: عن الشعر الملحمي والدرامي «Über epische und dramatische Dichtung» (بالاشتراك مع فريدرش شيلر)
- 1832: «فاوست: الجزء الثاني من التراجيديا» «Faust. Der Tragödie zweiter Teil» (الجزء الثاني من مسرحية فاوست (غوته)).[17]
- 1833: «مبادئ وتأملات» «Maximen und Reflexionen» (مجموعة من أقوال غوته).[1]

## حسب النوع

### قصائد

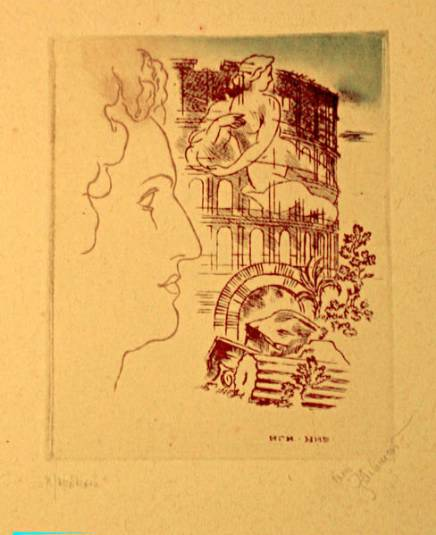
"مرثيات رومانية" (1795) «Römische Elegien»

- 1770: «أنيته» «Annette» (ديوان شعري).
- 1775-1770: «جانيماد» «Ganymed» (قصيدة).
- 1774: «بروميثيوس» «Prometheus» (قصيدة).
- 1774: «ملك من تولا» «Der König in Thule» (قصيدة بالاد).
- 1775: «اللقاء والوداع» «Willkommen und Abschied» (قصيدة).
- 1782: «ملك العفاريت» «Der Erlkönig» (قصيدة بالاد).
- 1794: «رينار الثعلب» (ملحمة).
- 1795: «مرثيات رومانية» «Römische Elegien» (قصائد).
- 1795: «هو الوحيد الذي يعلم ما الحنين» «Nur wer die Sehnsucht kennt» (قصيدة تظهر في روايته «سنوات تعلم فلهلم مايستر»).
- 1796: «حكم من البندقية» «Venezianische Epigramme» (مجموعة قصائد هجائية صغيرة).
- 1797: «هرمان ودوروتيه» «Hermann und Dorothea» (قصيدة ملحمية رعوية).
- 1797: «هدايا المائدة» «Xenien» (مجموعة قصائد هجائية سياسية).
- 1797: «حكاية شعرية».
- 1797: «صبي الساحر» «Der Zauberlehrling» (قصيدة بالاد).
- 1819: «الديوان الغربي الشرقي» «West-östlicher Divan» (مجموعة من القصائد الغنائية استوحاها من أعمال الشاعر الفارسي حافظ الشيرازي).
- 1819: «جنجو بيلوبا» «Gingo biloba» (قصيدة نُشرت في عمله «الديوان الغربي الشرقي»).
- 1823: «مرثية مارينباد» «Marienbad Elegy» (من أرقى قصائده).

### مسرحيات

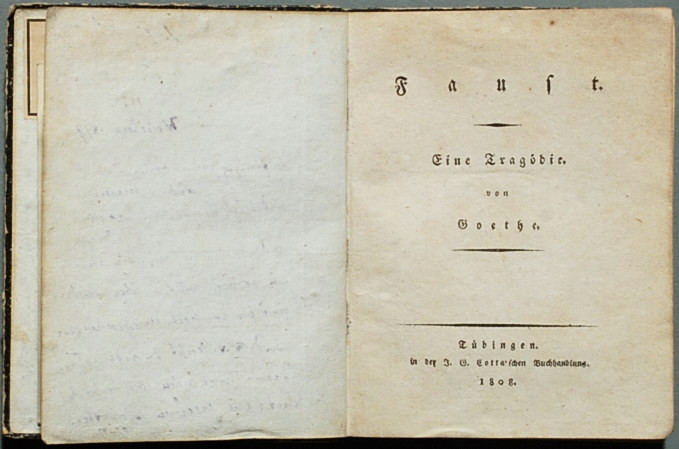
غلاف الطبعة الأولى (1808) للجزء الأول من مسرحية فاوست

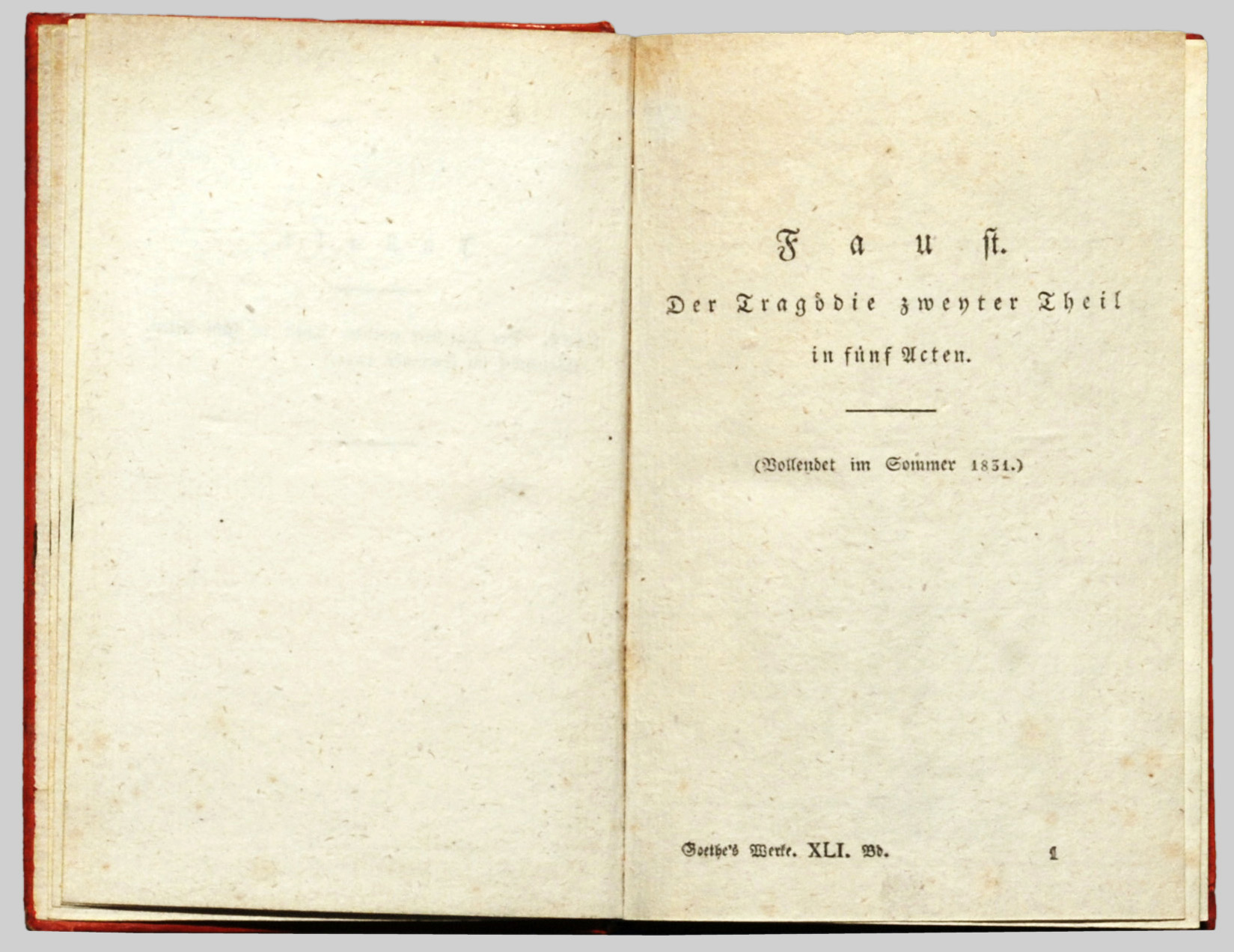
فاوست: الجزء الثاني، الطبعة الأولى، 1832

- 1775-1772: «اورفاوست» «Urfaust» (مسرحية).
- 1773: «جوتس فون برليشنجن» «Götz von Berlichingen» (مسرحية).
- 1774: «كلافيجو» «Clavigo» (تراجيديا من خمسة فصول).
- 1775: «ستيلا» «Stella» (مسرحية تراجيدية في خمسة فصول).
- 1775: «إرفن وإلمره» «Erwin und Elmire» (مسرحية غنائية من فصلين).
- 1776: «أخ وأخت» «Die Geschwister» (مسرحية في فصل واحد).
- 1778: «انتصار الوجدانية» «Triumph der Empfindsamkeit» (مسرحية في فصل واحد).
- 1779: «إيفيجنيه في تاورس» «Iphigenia in Tauris» (مسرحية تراجيدية، العرض الأساسي لها كان في 1802 في فايمار).
- 1788: «إجمونت» «Egmont» (مسرحية تراجيدية).
- 1790: «توركواتو تاسو» «Torquato Tasso» (مسرحية).
- 1803: «الابنة الطبيعية» «Die natürliche Tochter» (مسرحية تراجيدية من خمسة فصول).
- 1808: «فاوست: الجزء الأول من التراجيديا» «Faust. Der Tragödie erster Teil» (الجزء الأول من مسرحية فاوست (غوته)).
- 1809: «باندورا» «Pandora» (مسرحية مجزئة).
- 1832: «فاوست: الجزء الثاني من التراجيديا» «Faust. Der Tragödie zweiter Teil» (الجزء الثاني من مسرحية فاوست (غوته)).

### روايات

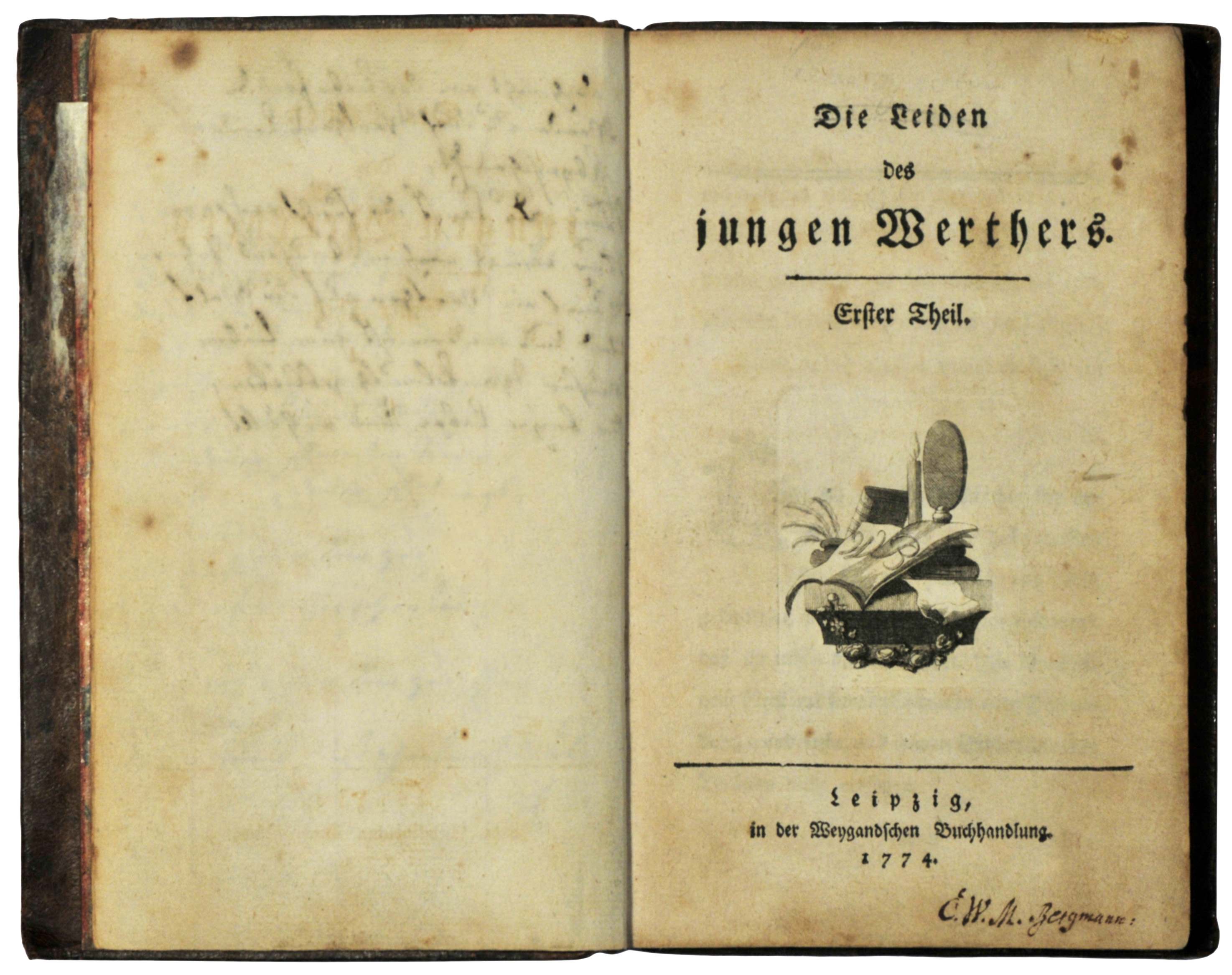
رواية يوهان فولفغانغ فون غوته الأولى «آلام فرتر» (1774) وتعتبر الرواية ذات أهمية في حركة العاصفة والاندفاع في الأدب الألماني، وكان لها أيضاً تأثيراً في الحركة الرومانسية في الأدب

- 1774: «آلام الشاب فرتر» «Die Leiden des jungen Werthers» (رواية رسائلية، وشبة ترجمة ذاتية).
- 1785: «رسالة فلهلم مايستر المسرحية» «Wilhelm Meisters theatralische Sendung» (رواية، وهي الأولى في سلسة فلهلم مايستر).
- 1795: «سنوات تعلم فلهلم مايستر» «Wilhelm Meisters Lehrjahre» (الرواية الثانية من سلسلة فلهلم مايستر).
- 1809: «التجاذب الاختياري» «Die Wahlverwandtschaften» (رواية).
- 1821: «سنوات تجوال فلهلم أو الزاهدون» «Wilhelm Meisters Wanderjahre, oder Die Entsagenden» (الرواية الثالثة من سلسلة فلهلم مايستر).

### سير ذاتية
- 1812-1811: «من حياتي: الشعر والحقيقة» «Aus meinem Leben: Dichtung und Wahrheit» (ترجمة ذاتية).
- 1817-1816: «رحلة إيطالية» «Italienische Reise» (سيرة ذاتية، يصف فيها رحلته إلى إيطاليا من 1786 وحتى 1788).

### قصص قصيرة

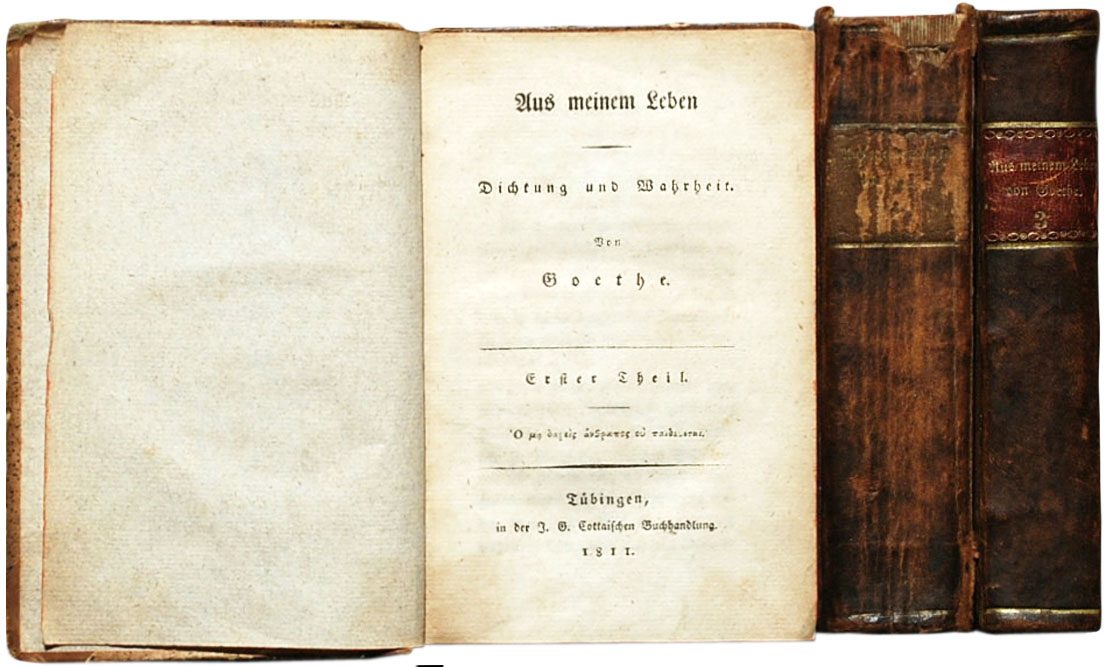
غلاف الطبعة الأولى (1811) من الترجمة الذاتية "من حياتي: الشعر والحقيقة"، يتحدث فيها غوته عن حياته منذ طفولته حتى عام 1775 عندما كان على وشك مغادرة فايمار. الترجمة الذاتية تتكون من أربعة أجزاء وجميعها تغطي السنوات الستة والعشرين الأولى من حياة المؤلف. كتب غوته هذا العمل تزامناً مع تأليفه لروايته "سنوات تجوال فلهلم أو الزاهدون" (1821).

- 1795: «الثعبان الأخضر وليلي الجميلة» «Das Märchen» (حكاية خرافية).

### دراسات
- 1773: «في فن العمارة الألماني» «Von Deutscher Baukunst» (دراسة عن الفن المعماري الألماني القديم).
- 1799: «تحول النباتات» «Versuch die Metamorphose der Pflanzen zu erklären» (عمل علمي، في مجال علم النبات).
- 1805: «فينكلمان وعصره» «Winckelmann und sein Jahrhundert» (دراسة في علم الجمال والنقد).
- 1810: «نظرية الألوان» «Zur Farbenlehre» (عمل علمي في مجال علم الألوان).
- 1827: عن الشعر الملحمي والدرامي «Über epische und dramatische Dichtung» (بالاشتراك مع فريدرش شيلر).

### محادثات وأقوال
- 1833: «مبادئ وتأملات» «Maximen und Reflexionen» (مجموعة من أقوال غوته).
- 1836: «محادثات مع غوته» «Gespräche mit Goethe» (من تأليف يوهان بيتر إيكرمان عن محادثاته مع غوته في سنوات غوته التسع الأخيرة).

## قائمة أعمال غوته المترجمة إلى العربية
فاوست:
- فاوست، يوهان فولفغانغ فون غوته، ترجمة عبد الرحمن بدوي، أعمال خالدة، دمشق، 1998.
- فاوست، يوهان فولفغانغ فون غوته، ترجمة عبد الرحمن بدوي، المركز القومي للترجمة، 2009. ISBN13: 9789774795364
- فاوست، يوهان فولفغانغ فون غوته، ترجمة محمد عوض محمد، القاهرة، لجنة التأليف والترجمة والنشر، 1958، 1971.
- مأساة فاوست، يوهان فولفغانغ فون غوته، ترجمة عبد الحليم كرارة، الإسكندرية، منشأة المعارف، 1959.
- فاوست، يوهان فولفغانغ فون غوته، ترجمة إسماعيل كامل، القاهرة، دار الجيب.

آلام فرتر:
- آلام فرتر، يوهان فولفغانغ فون غوته، ترجمة أحمد حسن الزيات، ط.9، القاهرة، لجنة الترجمة والتأليف والنشر، 1961.
- آلام فرتر، يوهان فولفغانغ فون غوته، ترجمة نظمي لوقا، روايات الهلال 346، القاهرة: دار الهلال، 1977.
- آلام فرتر، يوهان فولفغانغ فون غوته، ترجمة فؤاد فريد، القصص العالمية للجميع، بيروت: المكتبة الحديثة، دار الشرق العربي.
- أحزان فرتر، يوهان فولفغانغ فون غوته، ترجمة أحمد رياض، القاهرة، مطبعة التقدم، 1919.
- آلام فرتر، يوهان فولفغانغ فون غوته، ترجمة أحمد حسن الزيات مع مقدمة لطه حسين، القاهرة، عالم الكتب، الطبعة العاشرة، 1968.
- آلام فرتر، يوهان فولفغانغ فون غوته، ترجمة عمر عبد العزيز أمين، القاهرة، دار الجيب، 1927.
- آلام فرتر، يوهان فولفغانغ فون غوته، ترجمة نخلة ورد، دمشق، مطبعة العلوم والآداب، 1950.
- فرتر مأساة غرامية، يوهان فولفغانغ فون غوته، ترجمة عمر عبد العزيز أمين، القاهرة، الدار القومية للطباعة والنشر، 1961.

هرمان ودوروتيه:
- هرمان ودوروتيا، يوهان فولفغانغ فون غوته، ترجمة محمد عوض محمد، القاهرة، لجنة التأليف والنشر، 1949.
- هرمان ودوروتيا، يوهان فولفغانغ فون غوته، ترجمة محمد عوض محمد، تقديم طه حسين، دمشق، دار طلاس، 1985.

جوتس فون برليشينجن:
- جوتس فون برليشينجن، يوهان فولفغانغ فون غوته، ترجمة مصطفى ماهر، القاهرة، 1975.
- جوتس فون برليشينجن، يوهان فولفغانغ فون غوته، ترجمة وتقديم عبد الرحمن بدوي، من المسرح العالمي 117، الكويت، وزارة الإعلام، 1980.

توركواتو تاسو:
- توركواتو تاسو، يوهان فولفغانغ فون غوته، ترجمة عبد الغفار مكاوي، القاهرة، دار الكاتب العربي للطباعة والنشر، 1968.
- توركواتو تاسو، يوهان فولفغانغ فون غوته، ترجمة وتقديم عبد الرحمن بدوي، من المسرح العالمي 132، الكويت: وزارة الإعلام، 1980.

إيفيجنيه في تاورس
- إيفيجنيا في تاورس، يوهان فولفغانغ فون غوته، ترجمة محمد عبد الحليم كرارة، الإسكندرية، منشأ المعارف، 1964.
- إيفيجنيا وإجمونت، يوهان فولفغانغ فون غوته، ترجمة محمد إبراهيم الدسوقي، القاهرة، مكتبة النهضة المصرية، 1946.